# Russula ochroleuca
Russula ochroleuca es un hongo basidiomiceto de la familia Russulaceae. Su basónimo es Agaricus ochroleucus Pers. 1801. Crece en bosques de abedul, en terrenos ácidos. Su seta, o cuerpo fructífero, aflora desde principios de verano hasta mediados otoño. El epíteto específico, ochroleuca, significa "blanco ocráceo".

## Descripción
El cuerpo fructífero posee un sombrero de entre 8 y 10 centímetros de diámetro, de forma convexa en ejemplares jóvenes. Posteriormente toma forma aplanada y, finalmente, queda deprimido en el centro. La cutícula de color amarillento ocráceo con esfumaciones verdosas, brillante, lisa y fácilmente separable. Las láminas están apretadas y adheridas al pie, de color blanquecino al principio y amarillentas más tarde, con zonas parduscas en la vejez. El pie mide entre 5 y 8 centímetros de diámetro y entre 1,5 y 2,5 de altura, cilíndrico y algo ensanchado en la base. Es blanco y presenta manchas amarillentas. La esporada es de color crema. La carne de los ejemplares jóvenes es blanca, mientras que en setas más envejecidas toma un color grisáceo pardusco. Su olor es ligeramente afrutado y su sabor algo picante.

## Posibilidades de confusión
Las especies del género Russula que, al igual que R. ocholeuca, tienen tonos amarillos en el sombrerillo son menos que las que presentan coloraciones rojizas. Es posible confundir esta especie con R. fellea, pero el borde de ésta es más claro y su cutícula no se separa con facilidad, además tiene un sabor mucho más picante. También es parecida a la seta de R. solaris, que también es amarilla y picante, pero crece en bosques de haya. Otra especie parecida es R. risigallina, que tiene color amarillo citrino en la cutícula del sombrerillo y láminas de color azafrán.